# Ateyyat El Abnoudy
Ateyyat El Abnoudy (26 de noviembre de 1939 - 5 de octubre de 2018), también conocida como Ateyyat Awad Mahmoud Khalil, fue una periodista, abogada, actriz, productora y directora de cine. Nació en un pequeño pueblo cerca del Delta del Nilo en Egipto. El Abnoudy está considerada una de las directoras de cine pioneras del mundo árabe, ya que sus películas inspiraron los trabajos de muchas mujeres árabes en la industria. Ha sido llamada la «cineasta de los pobres» debido a que esa temática la inspiró a hacer películas, además de las cuestiones relativas a los derechos civiles y la condición de los árabes empobrecidos. El Abnoudy recibió más de treinta premios internacionales por sus veintidós filmes, de los cuales tres fueron por Horse of Mud (1971).

## Primeros años y educación
Ateyyat El Abnoudy se crio en un pequeño pueblo con sus dos padres en una familia de clase media. El Abnoudy asistió a la Universidad de El Cairo, donde recibió su título de abogada; mientras estudiaba, trabajó como actriz en un teatro local para sostener su educación. Durante su carrera conoció a su primer marido, un periodista y poeta llamado Abdel-Rahman El Abnoudy. La carrera de Abdel le dio a su esposa el acceso a una red de escritores, poetas y otros artistas de Egipto.

## Carrera
El Abnoudy tuvo varios roles en el teatro, como directora de escenario y asistente. En 1972 comenzó a asistir al Instituto Superior de Cine de El Cairo para finalizar sus estudios cinematográficos. Mientras se formaba, creó Horse of Mud, que además de ser su primer documental, fue el primero que produjo una mujer en Egipto.
Comenzó su carrera de actriz como forma de mantenerse mientras estudiaba periodismo. Una vez que comenzó su carrera en este último campo, tomó un interés especial por los pobres de Egipto, sobre todo los de su capital. Esto la inspiró para estudiar producción y se convirtió en una cineasta que representó a esta clase social de su país. El-Abnoudy rápidamente se hizo conocida con dos sobrenombres: «la cineasta de los pobres» y «la madre de los documentales». Inspiró a muchas mujeres cineastas a seguir sus pasos.
La películas de El-Abnoudy son famosas por tratar asuntos políticos, sociales y económicos de Egipto. Desafiaron la censura de las películas durante la presidencia de Anwar el-Sadat. El Abnoudy atacó más la censura hacia los cineastas egipcios cuando se convirtió en la primera mujer en establecer su propia compañía productora, Abnoudy Film, que financiaba a pequeños cineastas como ella.

## Filmografía
| Acreditada como: | Acreditada como:               | Acreditada como: | Acreditada como: |
| Año              | Título                         | Directora        | Productora       |
| ---------------- | ------------------------------ | ---------------- | ---------------- |
| 1971             | Horse of Mud                   | Sí               | Sí               |
| 1972             | Sad Song of Touha              | Sí               | Sí               |
| 1973             | Jumble Sale                    | Sí               | Sí               |
| 1974             | Two Festivals in Grenoble      | Sí               | Sí               |
| 1975             | al-Sandawich                   | Sí               | Sí               |
| 1976             | London Views                   | Sí               | Sí               |
| 1979             | To Move into Depth             | Sí               | Sí               |
| 1981             | Seas of Thirst                 | Sí               | Sí               |
| 1983             | Permissible Dreams             | Sí               | No               |
| 1985             | Rolla Tree                     | Sí               | No               |
| 1988             | Rhythm of Life                 | Sí               | No               |
| 1989             | Year of Maya                   | Sí               | No               |
| 1990             | Interview in Room No. 8        | Sí               | Sí               |
| 1992             | Sellers and Buyers             | Sí               | No               |
| 1993             | Diary in Exile                 | Sí               | Sí               |
| 1994             | Responsible Women              | Sí               | Sí               |
| 1995             | Rawya                          | Sí               | Sí               |
| 1995             | Girls Still Dream              | Sí               | Sí               |
| 1996             | Days of Democracy              | Sí               | Sí               |
| 1996             | Egyptian Heroines              | Sí               | No               |
| 2000             | Cairo 1000, Cairo 2000         | Sí               | No               |
| 2002             | The Nubia Train                | Sí               | Sí               |
| 2004             | Ethiopia through Egyptian Eyes | Sí               | Sí               |

## Premios y nominaciones
- 1971: Tres premios internacionales en el los festivales de cine Grand Prix, Mannheim-Heidelberg y Damasco.[3]
- 1972: Premio de la crítica francesa en el Festival de Cine de Grenoble.[3]
- 1990: Premio a la mejor coproducción en Cinema Jove (España).[6]
- 1992: Premio de la crítica egipcia en el Festival Internacional de Documentales y Cortometrajes Ismailia.[6]
- 1998: Mención de honor en el Festival de Cine Nacional del Ministerio de Cultura de Egipto.[6]